# 秋倉諒子
秋倉 諒子（あきくら りょうこ、1991年〈平成3年〉4月5日 - ）は、千葉県出身の女優、タレント、モデル。旧名Ryoko→諒子。

## 略歴
過去にネイリスト、ヘアメイクアーティストでの経験を経て、Ryokoとして広告、モデルなどで活動開始。
Stella Houseに移籍後、モデル、タレント業をスタート。現在はパーソナルトレーナーなどで活動。
2018年にグリーンメディア移籍後、諒子に改名。同年、『海月姫』（フジテレビ）で女優デビュー。2021年に、『バチェラー・ジャパン シーズン4』（Amazon Prime Video）に出演し話題となった。
2023年3月21日、実業家の黄皓と結婚・入籍していたことを報告した。
2024年7月14日、黄皓と正式に離婚していることを報告した。離婚した正確な日にちは明らかにしていない。

## 出演

### テレビ
- モテるの法則 Season2（第4回 2014年12月15日、17日、18日、22日、24日、25日　第5回 2015年1月5日、7日、8日、12日、14日、15日 第6回 2015年1月19日、21日、22日、26日、28日、29日、エンタメーテレ） - アシスタントMC
- 全力坂（2015年10月6日「野毛一丁目の坂」、2015年10月19日「向田坂」、テレビ朝日）
- 行列のできる法律相談所（2015年、日本テレビ） - 再現VTR
- 心霊廃拒（2016年9月17日、名古屋メーテレ） - リポーター
- 海月姫 第5話（2018年2月12日、フジテレビ） - オシャレ女子 役
- 星屑リベンジャーズ 第5話（2018年8月20日、Abema TV） - 愛人 役
- スキャンダル専門弁護士 QUEEN 第7話（2019年2月22日、フジテレビ） - 村越ありさ 役
- まだ結婚できない男 第1話（2019年10月8日、フジテレビ） - 愛人 役
- おカネの切れ目が恋のはじまり 第2話（2020年9月22日、TBS） - 友人 役
- リエゾン 第2話（2023年1月27日、テレビ朝日） - 母親 役[5]

### 映画
- 記憶にございません!（2019年9月13日）
- 劇場版コンフィデンスマンJP（2019年5月17日）
- 新宿スワンⅡ（2017年1月21日） - バーストキャバ嬢 役

### 広告
- 京浜急行電鉄「葉山女子旅きっぷ」イメージモデル（2016年 - 2019年）
- タイ国政府観光庁・タイ国際航空PR「スマイルタイランド」イメージモデル TVCM（2016年）
- バルコス開運財布GLウォレットイメージモデル（2014年）
- PlayStation Vita UPPERS オフィシャルweb Movie（2016年）
- ナビナビキャッシング広告モデル（2016年）
- カロリーメイトゼリー 「栄養バランスをギュッ!」web広告モデル（2016年）
- JOYSOUND MAX イメージモデル TVCM（2016年）
- 資生堂マキアージュ ツヤ盛りライトweb広告モデル（2016年）
- 永谷園 地方お茶漬け（東北）（2016年）
- NTTコミュニケーションズ 「イノベーションを起こすワークスタイル変革」イメージモデル（2016年）
- MERY （2016年）
- warp MAGAZINE 11月号（2016年）
- ゼビオスポーツ ゴルフ編 TVCM（2016年）
- WATCHY fashion レギュラーモデル（2016年 - 2018年）
- イオン 電動ハブラシkiss you（2018年 - 2019年）
- SUUMO web広告（2018年）
- 「スキャンダル弁護士QUEEN」日産自動車インフォマーシャル（2019年）
- 日清食品「これ絶対うまいやつ」（2020年9月 - ）

### MV
- ［Alexandros］「風になって」（2021年）

### 舞台
- エアースタジオプロデュース公演　Go,jet!go!go!ZERO（2015年5月21日 - 31日） - あかね 役
- エアースタジオプロジュース公演　Go,jet!go!go!vol.5（2015年8月15日 - 24日） - あかね、ヘレン 役（二役）
- 俳優塾ラボ公演　舞台「女優」 （2016年11月26日 - 27日、演出：杉本達／脚本：山口仁志、 横浜STスポット）
- Sai：Ai時計 第2回公演 「トニー、もう我慢できない〜パッとしない洋館殺人事件〜」（2019年7月3日 - 7月7日、中野ザ・ポケット） - 芦屋美和子 役

### イベント
- ローザフェリーチェ ウエディングショー水戸（2014年4月）
- STELLA Collection ファッションショー（2015年7月）
- 松本零士氏監修 純米酒「美少年ZERO」記者発表会（2016年1月25日） - メーテル 役
- 代官山コレクション M-force（2016年10月9日）
- 東京コレクションSyncs.Design（2017年3月22日）
- Wedding box ウエディングショー（2017年4月8日）

### ラジオ
- 前田亘輝 You達HAPPY（FM NACK5）
  - 250回記念ラジオドラマ「灯台」（2016年1月18日） - 里奈 役
  - 前田亘輝生誕記念ラジオドラマ「最後のLove song」（2019年4月22日） - 美麗 役